# Eskualduna

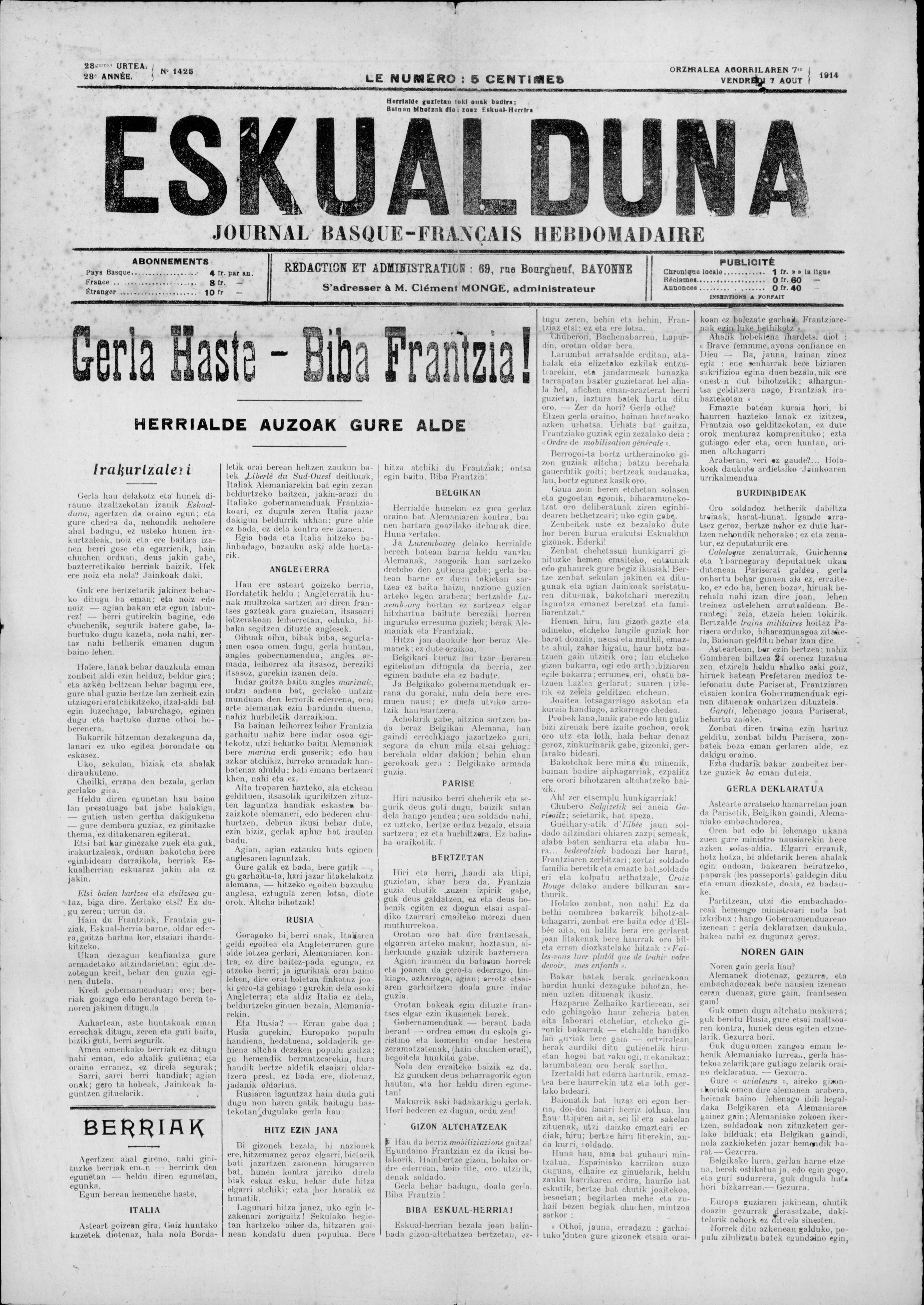
Noticia sobre el día que comenzó la Primera Guerra Mundial, publicada el día 7 de agosto de 1914 en el semanario vascofrancés Eskualduna.

Eskualduna fue una revista vascofrancesa, de Bayona (Francia), que se publicó en francés y en lengua vasca entre 1887 y 1944. Nació con el objetivo político de apoyar a los candidatos de derechas y de restarle lectores al periódico bilingüe republicano Le Réveil Basque. Su director hasta 1901 y dueño hasta 1903 era Louis Etcheverry
que era diputado de derechas, enfrentado al republicano Martial-Henri Berdoly, fundador de Le Réveil Basque.
El primer número de la revista se publicó el 15 de marzo de 1887, con una ideología basada en la defensa de la religión católica, la familia y la agricultura. Alcanzó un notable éxito en el País Vasco francés con un posicionamiento contrario al modelo republicano y laico francés y a favor de la lengua vasca, la fe y el regionalismo, aunque no fue una publicación nacionalista vasca sino nacionalista francesa, en su variante tradicionalista y confesional. Los principales directores de esta publicación durante su existencia fueron su fundador, Louis Echeverry, y Jean Hiriart Urruti.
Fue en esta revista en donde comenzó a escribir la mayoría de los autores vascofranceses de la época, publicando los primeros artículos periodísticos escritos en lengua vasca sobre temas nunca antes tratados en dicho idioma. Así, las crónicas y relatos del médico Jean Etchepare Bidegorri son consideradas pioneras en la literatura vasca moderna por su estilo y temática. Entre 1914 y 1918 la revista publicó también una serie de artículos sobre la Primera Guerra Mundial, escritos por Jean Elizalde, Zerbitzari y por Jean Saint-Pierre, algunos de ellos desde el mismo frente de guerra.
Durante la Guerra Civil Española, la revista se posicionó a favor de los franquistas, al igual que hicieron la mayoría de cargos políticos y medios de comunicación vascofranceses. Durante la ocupación alemana de Francia, la revista se posicionó a favor del Gobierno de Vichy, llegando incluso a publicar artículos favorables hacia el régimen nazi. Tras la victoria aliada, en 1944, las nuevas autoridades francesas clausuraron la revista por su postura colaboracionista. Su lugar vino a ocuparlo la revista Herria, dirigida por Pierre Lafitte, que sigue publicándose en Bayona.